# Khailar
Khailar là một thị trấn thống kê (census town) của quận Jhansi thuộc bang Uttar Pradesh, Ấn Độ.

## Địa lý
Khailar có vị trí 25°21′B 78°32′Đ / 25,35°B 78,53°Đ Nó có độ cao trung bình là 317 mét (1040 feet).

## Nhân khẩu
Theo điều tra dân số năm 2001 của Ấn Độ, Khailar có dân số 12.343 người. Phái nam chiếm 53% tổng số dân và phái nữ chiếm 47%. Khailar có tỷ lệ 71% biết đọc biết viết, cao hơn tỷ lệ trung bình toàn quốc là 59,5%: tỷ lệ cho phái nam là 78%, và tỷ lệ cho phái nữ là 63%. Tại Khailar, 12% dân số nhỏ hơn 6 tuổi.